# 신장 시간
신장 시간 (중국어 간체자: 新疆时间, 병음: Xīnjiāng shíjiān), 혹은 우루무치 시간 (중국어 간체자: 乌鲁木齐时间, 병음: Wūlǔmùqí Shíjiān)으로, 지리적 위치 때문에 설정된 기준 비공식 시간이다. 이 시간은 UTC+06:00시간에 해당하는 것으로 카자흐스탄과 마찬가지로 베이징 시간보다 2시간 느리다.이 시간은 베이징 시간과는 다르게 중국 신장(新疆)위구르자치구에서만 사용된다.

## 같이 보기
- 중국 표준시
- UTC+06:00